# Euproctis togata
Euproctis togata är en fjärilsart som beskrevs av Lucas 1891. Euproctis togata ingår i släktet Euproctis och familjen tofsspinnare. Inga underarter finns listade i Catalogue of Life.